# Мышино (Опочецкий район)
Мышино — деревня в Опочецком районе Псковской области. Входит в состав Болгатовской волости
Расположена в 34 км к северо-востоку от города Опочка и в 8 км к северо-востоку от деревни Болгатово.
Численность населения по состоянию на 2000 год составляла 10 человек, на 2011 год — 11 человек.